# Губницька сільська рада
| Губницька сільська рада — колишній орган місцевого самоврядування у Гайсинському районі Вінницької області з адміністративним центром у с. Губник. Сільській раді були підпорядковані населені пункти: - с. Губник - с-ще Губник |

## Склад ради
Рада складалася з 16 депутатів та голови.

## Керівний склад сільської ради
| ПІБ                          | Основні відомості                                                               | Дата обрання | Дата звільнення |
| ---------------------------- | ------------------------------------------------------------------------------- | ------------ | --------------- |
| Кузьменко Микола Іванович    | Сільський голова, 1950 року народження, освіта, безпартійний                    | 26.03.2006   | 31.10.2010      |
| Чернега Валентина Миколаївна | Сільський голова, 1962 року народження, освіта середня спеціальна, позапартійна | 31.10.2010   |                 |

Примітка: таблиця складена за даними джерела

## Історія
На 1 жовтня 1959 площа 3924 га, населення 3708 чоловік, 3 сільських населених пункта, у т. ч. Зелений Клин.